# Rajd Monte Carlo 1979
Rajd Monte Carlo 1979 (47. Rallye Automobile de Monte-Carlo) – rajd samochodowy rozgrywany w Monaco od 20 do 26 stycznia  1979 roku. Była to pierwsza runda Rajdowych Mistrzostw Świata w roku 1979. Rajd został rozegrany na asfalcie i śniegu. 

## Zwycięzcy odcinków specjalnych[2]
| Etap | Etap      | OS                              | Godzina                         | Nazwa                            | Długość                         | Zwycięzca                       | Czas                            | Śred. pręd.                     | Lider rajdu                     |
| ---- | --------- | ------------------------------- | ------------------------------- | -------------------------------- | ------------------------------- | ------------------------------- | ------------------------------- | ------------------------------- | ------------------------------- |
| 1    | 20-21 sty | Wspólna jazda do Vals-les-Bains | Wspólna jazda do Vals-les-Bains | Wspólna jazda do Vals-les-Bains  | Wspólna jazda do Vals-les-Bains | Wspólna jazda do Vals-les-Bains | Wspólna jazda do Vals-les-Bains | Wspólna jazda do Vals-les-Bains | Wspólna jazda do Vals-les-Bains |
|      |           |                                 |                                 |                                  |                                 |                                 |                                 |                                 |                                 |
| 2    | 22 sty    | 1                               | 3:32                            | Burzet                           | 27,00 km                        | Hannu Mikkola                   | 20:55                           | 77,45 km/h                      | Hannu Mikkola                   |
| 2    | 22 sty    | 2                               | 4:42                            | Le Cheylard                      | 31,00 km                        | Björn Waldegård                 | 22:41                           | 82,00 km/h                      | Björn Waldegård                 |
| 2    | 22 sty    | 3                               | 7:34                            | Saint-Nazaire-le-Désert 1        | 23,00 km                        | Hannu Mikkola                   | 17:10                           | 80,39 km/h                      | Björn Waldegård                 |
| 2    | 22 sty    | 4                               | 9:24                            | Les Savoyons                     | 16,00 km                        | Walter Röhrl                    | 14:29                           | 66,28 km/h                      | Björn Waldegård                 |
| 2    | 22 sty    | 5                               | 10:31                           | Sisteron                         | 35,00 km                        | Hannu Mikkola                   | 29:41                           | 70,75 km/h                      | Hannu Mikkola                   |
|      |           |                                 |                                 |                                  |                                 |                                 |                                 |                                 | Hannu Mikkola                   |
| 3    | 23 sty    | 6                               | 9:09                            | Peira - Cava                     | 18,00 km                        | Bernard Darniche                | 15:13                           | 70,97 km/h                      | Hannu Mikkola                   |
| 3    | 23 sty    | 7                               | 11:00                           | Pont des Miolans                 | 22,00 km                        | Bernard Darniche                | 19:26                           | 67,92 km/h                      | Hannu Mikkola                   |
| 3    | 23 sty    | 8                               | 13:27                           | La Planas                        | 35,00 km                        | Hannu Mikkola                   | 27:46                           | 75,63 km/h                      | Hannu Mikkola                   |
| 3    | 23 sty    | 9                               | 14:50                           | Barcilonette                     | 16,00 km                        | Hannu Mikkola                   | 11:27                           | 83,84 km/h                      | Hannu Mikkola                   |
| 3    | 23 sty    | 10                              | 18:37                           | Pont du Fosse                    | 21,00 km                        | Björn Waldegård                 | 14:19                           | 88,01 km/h                      | Hannu Mikkola                   |
| 3    | 23 sty    | 11                              | 20:56                           | Circuit de Glace Serre-Chevalier | 6,00 km                         | Markku Alén                     | 2:01                            | 178,51 km/h                     | Hannu Mikkola                   |
| 3    | 23 sty    | 12                              | 21:38                           | Pont de l'Alp                    | 15,00 km                        | Markku Alén                     | 9:51                            | 91,37 km/h                      | Björn Waldegård                 |
| 3    | 23 sty    | 13                              | 23:06                           | Saint-Barthélémy                 | 19,00 km                        | Odcinek anulowany               | Odcinek anulowany               | Odcinek anulowany               | Björn Waldegård                 |
| 3    | 24 sty    | 14                              | 0:30                            | Saint-Michel                     | 37,00 km                        | Hannu Mikkola                   | 27:21                           | 81,17 km/h                      | Hannu Mikkola                   |
| 3    | 24 sty    | 15                              | 2:57                            | Saint-Jean-en-Royans             | 38,00 km                        | Jean-Claude Andruet             | 28:34                           | 79,81 km/h                      | Hannu Mikkola                   |
| 3    | 24 sty    | 16                              | 5:18                            | Saint-Nazaire-le-Désert 2        | 23,00 km                        | Hannu Mikkola                   | 17:57                           | 76,88 km/h                      | Hannu Mikkola                   |
| 3    | 24 sty    | 17                              | 6:43                            | Montauban                        | 20,00 km                        | Björn Waldegård Hannu Mikkola   | 14:50                           | 80,90 km/h                      | Hannu Mikkola                   |
| 3    | 24 sty    | 18                              | 11:08                           | Col du Corobin                   | 16,00 km                        | Markku Alén                     | 12:42                           | 75,59 km/h                      | Hannu Mikkola                   |
| 3    | 24 sty    | 19                              | 12:30                           | Roquesteron                      | 18,00 km                        | Walter Röhrl                    | 14:51                           | 72,73 km/h                      | Björn Waldegård                 |
| 3    | 24 sty    | 20                              | 14:30                           | Loda 1                           | 10,00 km                        | Bernard Darniche                | 9:02                            | 66,42 km/h                      | Björn Waldegård                 |
|      |           |                                 |                                 |                                  |                                 |                                 |                                 |                                 | Björn Waldegård                 |
| 4    | 25 sty    | 21                              | 18:34                           | Col des Banquettes               | 11,00 km                        | Bernard Darniche                | 8:56                            | 73,88 km/h                      | Björn Waldegård                 |
| 4    | 25 sty    | 22                              | 19:54                           | Moulinet - La Bollène 1          | 22,00 km                        | Bernard Darniche                | 20:06                           | 65,67 km/h                      | Björn Waldegård                 |
| 4    | 25 sty    | 23                              | 21:17                           | Saint-Sauveur 1                  | 21,00 km                        | Bernard Darniche                | 16:58                           | 74,26 km/h                      | Björn Waldegård                 |
| 4    | 25 sty    | 24                              | 22:25                           | Villars 1                        | 13,00 km                        | Bernard Darniche                | 13:01                           | 59,92 km/h                      | Björn Waldegård                 |
| 4    | 25 sty    | 25                              | 23:31                           | Loda 2                           | 10,00 km                        | Bernard Darniche                | 9:19                            | 64,40 km/h                      | Björn Waldegård                 |
| 4    | 26 sty    | 26                              | 1:26                            | Peille                           | 18,00 km                        | Bernard Darniche                | 15:07                           | 71,44 km/h                      | Björn Waldegård                 |
| 4    | 26 sty    | 27                              | 2:46                            | Moulinet - La Bollène 2          | 22,00 km                        | Bernard Darniche                | 20:06                           | 65,67 km/h                      | Björn Waldegård                 |
| 4    | 26 sty    | 28                              | 4:09                            | Saint-Sauveur 1                  | 21,00 km                        | Bernard Darniche                | 16:21                           | 77,06 km/h                      | Björn Waldegård                 |
| 4    | 26 sty    | 29                              | 5:17                            | Villars 2                        | 13,00 km                        | Bernard Darniche                | 13:18                           | 58,65 km/h                      | Björn Waldegård                 |
| 4    | 26 sty    | 30                              | 6:25                            | La Bollène - Moulinet            | 22,00 km                        | Bernard Darniche                | 19:50                           | 66,55 km/h                      | Bernard Darniche                |

## Wyniki końcowe rajdu[1]
| Msc. | Kierowca            | Pilot             | Samochód          | Czas       | Strata   | Grupa |
| ---- | ------------------- | ----------------- | ----------------- | ---------- | -------- | ----- |
| 1.   | Bernard Darniche    | Alain Mahe        | Lancia Stratos HF | 8h 13m 38s |          | 4     |
| 2.   | Bjorn Waldegard     | Hans Thorszelius  | Ford Escort RS    |            | +6s      | 4     |
| 3.   | Markku Alen         | Ilkka Kivimaki    | Fiat 131 Abarth   |            | +4m 09s  | 4     |
| 4.   | Jean-Claude Andruet | Chantal Lienard   | Fiat 131 Abarth   |            | +5m 42s  | 4     |
| 5.   | Hannu Mikkola       | Arne Hertz        | Ford Escort RS    |            | +9m 29s  | 4     |
| 6.   | Jean-Pierre Nicolas | Jean Todt         | Porsche 911       |            | +12m 59s | 4     |
| 7.   | Michele Mouton      | Francoise Conconi | Fiat 131 Abarth   |            | +21m 08s | 4     |
| 8.   | Guy Frequelin       | Jacques Delaval   | Renault 5 Alpine  |            | +30m 49s | 2     |
| 9.   | Jacques Almeras     | Maurice Gelin     | Porsche 911       |            | +36m 18s | 4     |
| 10.  | Ari Vatanen         | David Richards    | Ford Fiesta 1600  |            | +36m 37s | 2     |

## Wyniki po 1 rundzie
Wyniki podają tylko pięć pierwszych miejsc.

### Klasyfikacja producentów
| Lp | Producent | Pkt. |
| -- | --------- | ---- |
| 1  | Lancia    | 18   |
| 2  | Ford      | 16   |
| 3  | Fiat      | 14   |
| 4  | Renault   | 11   |
| 5  | Porsche   | 8    |

### Klasyfikacja kierowców
| Lp | Producent           | Pkt. |
| -- | ------------------- | ---- |
| 1  | Bernard Darniche    | 20   |
| 2  | Björn Waldegård     | 15   |
| 3  | Markku Alén         | 12   |
| 4  | Jean-Claude Andruet | 10   |
| 5  | Hannu Mikkola       | 8    |